# IC 4627
IC 4627 је галаксија у сазвјежђу Змијоноша која се налази на листи објеката дубоког неба у Индекс каталогу.
Деклинација објекта је - 7° 38' 9" а ректасцензија 16h 54m 8,6s. Привидна величина (магнитуда) објекта IC 4627 износи 14,7 а фотографска магнитуда 15,5. IC 4627 је још познат и под ознакама IRAS 16514-0733, PGC 165701.